# Maison d'Ilija Nikolić à Veliko Orašje
La maison d'Ilija Nikolić à Veliko Orašje (en serbe cyrillique : Кућа Илије Николића у Великом Орашју ; en serbe latin : Kuća Ilije Nikolića u Velikom Orašju) se trouve à Veliko Orašje, dans la municipalité de Velika Plana et dans le district de Podunavlje, en Serbie. Elle est inscrite sur la liste des monuments culturels protégés de la république de Serbie (identifiant no SK 1708).

## Présentation
La maison d'Ilija Nikolić a été construite au milieu du XIXe siècle. Elle était constituée d'un simple rez-de-chaussée avec un porche-galerie et un « doksat », sous lequel se trouvait une cave enterrée. De plan rectangulaire, elle mesurait 15,5 m sur 12,5 m ; elle reposait sur des fondations en briques, tandis que les murs étaient construits selon la méthode des colombages avec un remplissage composite en bois ; le toit était recouvert de tuiles.
L'espace intérieur était divisé en trois parties. La partie centrale était subdivisée en deux sous-parties : une « entrée » (en serbe : predsoblje, littéralement : « la partie avant les pièces ») et la « kuća », la « maison » proprement dite, et, à droite et à gauche de la kuća, deux autres pièces.
La maison a aujourd'hui totalement disparu.